# 2011 في إيطاليا
فيما يلي قوائم الأحداث التي وقعت خلال عام 2011 في إيطاليا.

## سياسة

### تعيين في المنصب
- 10 يونيو – ماتيو سالفيني member of City Council  [لغات أخرى]‏.
- 11 أكتوبر – سيرجيو ماتاريلا judge of the Constitutional Court of Italy  [لغات أخرى]‏.
- 9 نوفمبر – ماريو مونتي عضو مجلس الشيوخ مدى الحياة،رئيس وزراء إيطاليا، وزير الاقتصاد والمالية ‏.

### انتهاء فترة المنصب
- 22 فبراير – أومبيرتو فيرونيسي عضو مجلس الشيوخ الإيطالي.
- 15 مايو – ماتيو سالفيني member of City Council  [لغات أخرى]‏.
- 16 نوفمبر – سيلفيو برلسكوني رئيس وزراء إيطاليا.

## رياضة
- 19 مارس – ميلان-سان ريمو 2011 الفائزون فيليب جيلبير، ماثيو جوس، فابيان كانسيليرا.

## أفلام
من الأفلام التي صدرت هذه السنة في إيطاليا:
- 1 يناير – أزور و أسمر من إخراج Michel Ocelot [الإنجليزية]‏.
- 1 يناير – داي أوف ذا فالكون من إخراج جان جاك أنو.
- 1 يناير – ذي ريتي من إخراج ميكايل هافستروم.
- 1 يناير – سوداوية من إخراج لارس فون ترايير.
- 1 يناير – شجرة الحياة من إخراج تيرينس ماليك.
- 1 يناير – طلب العدالة من إخراج روجر دونالدسون.
- 1 يناير – عين النساء من إخراج رادو ميهالينو.
- 1 يناير – وهلأ لوين؟ من إخراج نادين لبكي.

## برامج ومسلسلات وأنمي
- هجوم الفيروس

## وفيات

### فبراير
- 8 فبراير – تشيزاري روبيني (مواليد 1923)

### أبريل
- 15 أبريل – فيتوريو أريغوني (مواليد 1975) ناشط إيطالي.
- 16 أبريل – إنريكو بيلوني (مواليد 1938)

### مايو
- 19 مايو – جوفاني بيتيناتو (مواليد 1934)

### يوليو
- 18 يوليو – جوليو رينالدي (مواليد 1935)

### أغسطس
- 5 أغسطس – فرانشيسكو كوين (مواليد 1963)
- 16 أغسطس – برونو مونتي (مواليد 1930) درّاج طريق إيطالي.

### أكتوبر
- 21 أكتوبر – اتوري ميلانو (مواليد 1925) درّاج طريق إيطالي.
- 23 أكتوبر – ماركو سيمونسيلي (مواليد 1987) متسابق دراجات نارية إيطالي.